# Sergej Wolkow (Fußballspieler)
Sergej Wolkow (russisch/kasachisch Сергей Волков, wiss. Transliteration Sergey Volkov; * 17. Juli 1988 in Proskdestenka, damals Sowjetunion, heute Kasachstan) ist ein kasachischer Fußball-Abwehrspieler, der in Deutschland lebt.
Er spielte in seiner Jugend für den SV Gendorf-Burgkirchen und Wacker Burghausen. Von 2006 bis 2013 spielte er in der zweiten Mannschaft von Burghausen. Er kam außerdem in der Saison 2006/07 zweimal in Wackers Profimannschaft zum Einsatz, ansonsten war er nur in der Landesliga Süd aktiv. Im Jahr 2013 wechselte er zum FC Töging. Nach einem Jahr in der Bezirksliga stieg er mit seiner neuen Mannschaft in die Landesliga Süd auf.